# Mileurista
Le mileurista (équivalent de « smicard » en France) est un néologisme formé à partir des termes mille et euro,, désignant un jeune Européen de 25 à 40 ans qui, après avoir enchaîné des stages, a fini par trouver un vrai poste, payé 1 000 euros. Ce salaire ne lui permet pas de vivre comme il le souhaiterait : l'immobilier étant élevé, il dépense une grande partie de son salaire dans le loyer (d'où l'augmentation du nombre de colocations) ou achète un appartement en s'endettant parfois jusqu'à 50 ans avec un taux d'intérêt d'emprunt variable. 
Mileurista est apparu pour la première fois dans un article du quotidien El País en 2005. Ce terme « mileurista », inventé par Carolina Alguacil, est dû à la publication d'une lettre écrite pour le journal par ses soins. À l'époque, elle est professeure de flamenco à Madrid, où elle vit en colocation avec 3 autres filles. 